# Ana Casas Broda
Ana Casas Broda (nascida em 1965) é uma fotógrafa mexicana. Ela é conhecida por seu trabalho Kinderwunsch (2013), que, criado ao longo de sete anos, explora "as alegrias e as angústias da maternidade, a partir de sonogramas e do parto a aventuras lúdivas com seus dois filhos".

## Vida e trabalho
Broda nasceu em 1965, em Granada, Espanha. Seu pai era espanhol e sua mãe era austríaca e a sua primeira língua foi o alemão. Sua avó era uma fotógrafa cujo trabalho inspirou Broda. Ao longo de sua infância, Broda mudou-se regularmente da Espanha e para a Áustria, e vice-versa. Em 1974, Broda e sua mãe se mudaram para a Cidade do México.
Ela frequentou a Casa de las Imágenes, a Escuela Activa de Fotografía, a Universidade Nacional do México e a Escola Nacional de Antropologia e História, estudando fotografia, pintura e história. Broda começou aespecializar-se em fotografia em 1983.
De 1989 a 1993, quando ela retornou para a Cidade do México, viveu em Viena e Madri. Até o ano de 2002, ela ficou em Viena, por temporadas, para cuidar de sua avó. Broda vive na Cidade do México. Ela tem dois filhos, Martin e Lucio.
Em 2013, ela citou Robert Frank, Hannah Wilke e Elinor Carucci, entre suas influências.

## Publicações
- Album. Mestizo Asociacion Cultural de Murcia, 2000. ISBN 978-8489356368. Text and photographs by Hilda Broda and Ana Casas Broda.
- Kinderwunsch. Madrid: La Fabrica, 2013. ISBN 978-8415691433. Over the course of seven years, Broda created a photo series exploring the theme of motherhood. Dieta Revistas.